# Francisc Kelemen
Francisc Kelemen este un controversat om de afaceri român.
Pe 14 iunie 2010, a fost arestat preventiv pentru 29 de zile, pentru săvârșirea mai multor infracțiuni de înșelăciune, instigare la fals material în înscrisuri oficiale, uz de fals și asociere în vederea săvârșirii de infracțiuni.
În sarcina inculpatului s-a reținut că, în perioada 2006 - 2008, s-a asociat cu mai multe persoane, printre care cetățeanul german Ionel Sandner (cunoscut drept Ionelaș Cârpaci), arestat și el preventiv pe 5 mai, notari publici, funcționari de la Oficiul de Cadastru și de la Primăria Timișoara în vederea întocmirii de documente fictive (dispoziții de retrocedare, împuterniciri notariale, procuri etc.), în baza cărora au obținut ilegal mai multe terenuri, în valoare de peste 300.000 de euro.
Este căsătorit cu Cristiana Dima, asistentă de televiziune.